# Baloo Col
Der Baloo Col ist ein rund 250 m hoher Pass im Nordosten der westantarktischen James-Ross-Insel. Er liegt 3 km nordwestlich des Davies Dome an der Südostseite des Kaa Bluff. Er stellt den einzigen Zugang zwischen der Brandy Bay im Nordosten und der Whisky Bay im Südwesten dar.
Benannt ist der Pass nach dem Bären Baloo aus Das Dschungelbuch des britischen Schriftstellers Rudyard Kipling aus dem Jahr 1894.